# Guillermo Díaz
Guillermo Díaz (ur. 22 marca 1975 w New Jersey) – amerykański aktor filmowy i telewizyjny. 

## Życiorys
Urodził się w New Jersey jako syn Kubańczyków. Dorastał w Washington Heights na Manhattanie. Uczęszczał do szkoły w Bronksie. W 1994 zadebiutował rolą Spike’a w dramacie kryminalnym Boaza Yakina Fresh u boku Samuela L. Jacksona. Następnie wcielił się w postacie Leo, homoseksualnego DJ-a, przyjaciela głównej bohaterki filmu Daisy von Scherler Mayer Party Girl, kreowanej przez Parker Posey, oraz La Mirandy, drag queen z Greenwich Village w tragikomedii Stonewall (1995).
W roku 1996 współpracował z takimi aktorami jak Kiefer Sutherland, Reese Witherspoon, Walter Matthau, Amy Irving, Stanley Tucci i Lili Taylor na planach filmów Spojrzenie mordercy, Dziwak z Central Parku oraz Oszuści. Tego roku wystąpił także w jednej ze swoich pierwszych poważniejszych ról, jako Paco Rodriguez w komedii Harta Bochnera Zagniewani młodociani – parodii młodszych o rok Młodych gniewnych. Jeszcze rezydując w Los Angeles, gościnnie pojawił się w serialach: NBC Ostry dyżur oraz FOX Ich pięcioro.
Po ukończeniu pracy na zachodnim wybrzeżu, powrócił na wschód, gdzie wystąpił u boku Alexis Arquette jako Eric w komedii Briana Sloana Chyba tak... (1997). Tego samego roku wcielił się w postać Kowboja, muzyka rockowego-geja, w dramacie sci-fi Gregga Arakiego Donikąd, na ekranie towarzysząc gwiazdom młodego pokolenia – m.in. Denise Richards, Ryanowi Phillippe’owi, Menie Suvari i Jamesowi Duvalowi, a także wziął udział w komedii Tamry Davis Żółtodzioby, dziś noszącej znamię produkcji kultowej. Dwa lata później wystąpił w debiucie reżyserskim aktora Ethana Hawke’a, Chelsea Walls, oraz zagrał wraz z Benem Affleckiem i Christiną Ricci w komediodramacie 200 papierosów.
Wsławił się rolą Guillermo Garcíi Gómeza w serialu telewizyjnym stacji Showtime Trawka, która przyniosła mu w 2009 nominację do Nagrody Gildii Aktorów Filmowych.
Dokonał publicznego, homoseksualnego coming outu. W 2011, na łamach magazynu „Out” powiedział, że jego brutalne wychowanie w Nowym Jorku ostatecznie uczyniło go lepszym aktorem. Díaz wielokrotnie mówił, że jest fanem Madonny. Ma także wytatuowaną jej twarz na prawym ramieniu.

## Filmografia

### filmy fabularne
- 1994: Fresh jako Spike
- 1995: Stonewall jako La Miranda
- 1996: Dziwak z Central Parku jako J.C.
- 1996: Zagniewani młodociani jako Paco de la Vega al Camino Cordoba Jose Cuervo Sanchez Rodriguez Jr.
- 1997: Donikąd jako kowboj
- 1997: Chyba tak... jako Eric
- 1998: Żółtodzioby jako Scarface
- 1999: 200 papierosów jako Dave
- 2004: Terminal jako Bobby Alima
- 2005: My Suicidal Sweetheart jako Hector
- 2005: Dirty Love jako Tom Houdini
- 2010: Fujary na tropie jako Poh Boy

### seriale TV
- 1994: Prawo i porządek jako Juan Domingo
- 1995: Ostry dyżur jako Jorge
- 1995: Ich pięcioro jako Ari
- 1999: Rodzina Soprano jako sprzedawca
- 1999: Prawo i porządek jako Bobby Sabo
- 2000: Dotyk anioła jako Rick Higuerra
- 2002 : Brygada ratunkowa jako Rafael "Rafe" Connors
- 2003–2006: Chappelle’s Show w roli samgo siebie
- 2004: The Shield: Świat glin jako Garza
- 2004: Bez śladu jako Carlos Gonzalez
- 2007: Rodzina Duque jako Petey
- 2007: Podkomisarz Brenda Johnson jako Spider
- 2007–2012: Trawka jako Guillermo
- 2008: Zabójcze umysły jako Playboy
- 2009–2010: Szpital Miłosierdzia jako pielęgniarz Ángel García
- 2009: Bananowy doktor jako Benny
- 2010–2011: Zwykła/niezwykła rodzinka jako detektyw Frank Cordero
- 2011: Miłość w wielkim mieście jako Luis
- 2012: Prawo i porządek: sekcja specjalna jako Omar Peña
- 2012–2018: Skandal jako Diego „Huck” Muñoz
- 2016: Dziewczyny jako Hector Medina

### gry wideo
- 2002: Soldier of Fortune II: Double Helix jako Domingo Sanchez (głos)